# سعيد بضم السين (اسم)
سعيد بضم السين هو اسم علم مذكر من أصل عربي، ومعناه هو ذوالحظ الحسن الفرحان، مؤنثه سُعَيْدَة.

## وصلات خارجية
- موسوعة السلطان قابوس لأسماء العرب نسخة محفوظة 5 أبريل 2019 على موقع واي باك مشين.